# Richard Willstätter
Richard Martin Willstätter (né le 13 août 1872 à Karlsruhe et mort le 3 août 1942 à Muralto) est un chimiste allemand. Il a inventé la chromatographie sur papier indépendamment de Mikhaïl Tsvet. Il est surtout connu pour ses travaux sur la chlorophylle qui lui ont valu de recevoir le prix Nobel de chimie en 1915.

## Biographie
En 1894, Willstätter soutient son doctorat sous la direction d'Alfred Einhorn à l'université de Munich sur la structure de la cocaïne. Il devient alors assistant d'Adolf von Baeyer à Munich et poursuit ses recherches sur les alcaloïdes. Il réussit la synthèse  des alcaloïdes tropaniques des solanacées mydriatiques (atropine, tropine et tropinone), celle de la cocaïne dont il vient d'établir la structure et, avec Ernest Fourneau, celle d'un autre amino-alcool naturel, la lupinine, alcaloïde mineur des lupins.
En 1905, il est nommé professeur à l'université de Zurich et commence à étudier la chlorophylle. Il élucide sa structure et montre que celle du pigment sanguin hème ressemble à la porphyrine présente dans la chlorophylle. Il réussit, le premier, à synthétiser le cyclooctatétraène. Il devient ensuite professeur de chimie à l'université de Berlin et directeur de l'Institut Kaiser-Wilhelm de chimie (1912-1916). Il établit au cours de ses recherches la structure de nombreux pigments de fleurs et de fruits. Lorsque son travail est interrompu par la Première Guerre mondiale, il se tourne vers le développement d'un masque à gaz.
Il est lauréat du prix Nobel de chimie de 1915 « pour ses recherches sur les pigments des plantes, spécialement la chlorophylle ».
En 1916, Willstätter succède à Baeyer à Munich. Pendant les années 1920, il étudie les mécanismes des réactions enzymatiques et tente de montrer que les enzymes sont des substances chimiques et non des organismes biologiques. Étant juif, il démissionne de son poste à Munich en 1924 pour protester contre les pressions antisémites. En 1933, le groupe Sandoz « aryanise » son conseil d'administration et le démet de ses fonctions.  Il continue ses recherches à titre privé, d'abord à Munich puis en Suisse après 1939.

## Distinctions et récompenses
- 1915 : prix Nobel de chimie
- 1927 : Faraday Lectureship de la Royal Society of Chemistry
- 1932 : médaille Davy
- 1933 : Willard Gibbs Award